# Rudolf Stüve

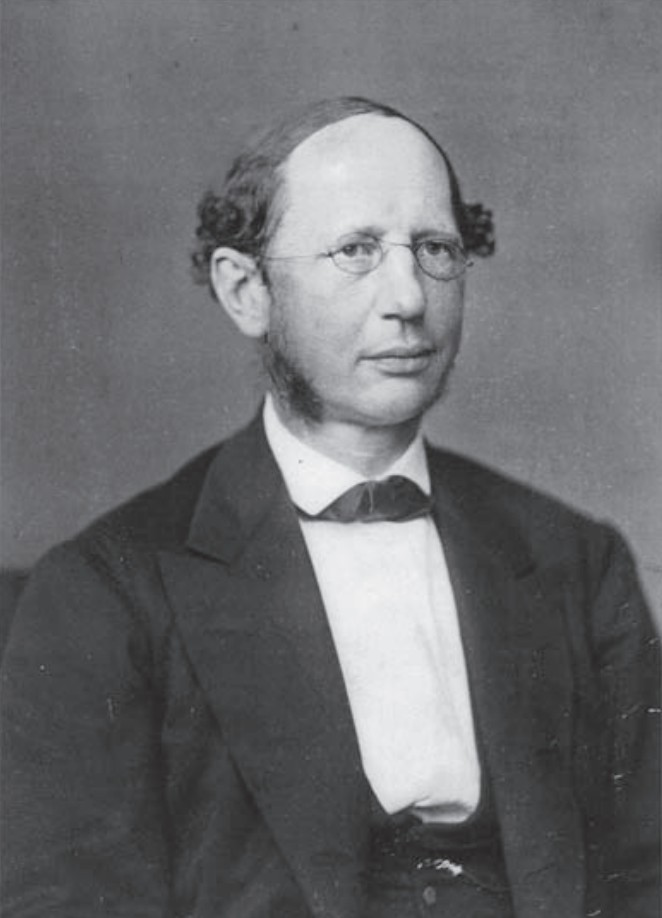
Rudolf Stüve (um 1880)

David August Rudolf Stüve (* 18. Juni 1828 in Osnabrück; † 31. Dezember 1896 in Osnabrück) war ein Architekt und Baubeamter in Niedersachsen und in Berlin.

## Familie
Rudolf Stüve war ein Sohn von Carl Georg August Stüve (1794–1871), Subkonrektor, später Rektor am Ratsgymnasium Osnabrück und dessen Ehefrau Leopoldine Friederike Stüve, geborene Meyer (1800–1878). Er war ein Neffe des Politikers Johann Carl Bertram Stüve. Seine Brüder waren der Lehrer und Numismatiker Carl Stüve (1826–1911) und der Jurist und Osnabrücker Regierungspräsident Gustav Stüve (1833–1911).

## Ausbildung und Laufbahn
Nach dem Besuch des Gymnasiums in Osnabrück studierte Stüve 1846–1847 Architektur an der Polytechnischen Schule in Hannover, wobei er Schüler von Ernst Ebeling und Friedrich Osten war. 1847–1850 folgte ein Studium an der Polytechnischen Schule in München. Bis 1855 war Stüve Baubeamter bei der Königlich-Hannoverschen Eisenbahndirektion in Hannover, 1855–1856 Baubeamter bei der Königlich-Hannoverschen Eisenbahndirektion in Harburg, 1856–1862 Baubeamter bei der Königlich-Hannoverschen Eisenbahndirektion in Leer und Emden. 1862 zum Baukondukteur ernannt, war er 1862–1863 erneut Baubeamter bei der Königlich-Hannoverschen Eisenbahndirektion in Hannover, dann 1863–1868 Baubeamter bei der Königlich-Hannoverschen Eisenbahndirektion in Osnabrück. 1866 erfolgte die Ernennung zum Bauinspektor. Von 1868 bis 1895 war Stüve Baubeamter in Berlin. 1877 wurde er zum preußischen Baurat befördert. 
Rudolf Stüve war ab 1854 Mitglied im Architekten- und Ingenieur-Verein Hannover.

## Werke (Bauten)
- 1855–1856, Osnabrück: Innenausbau der Apotheke Fr. Meyer.
- 1860–1862, Loga bei Leer, Am Schlosspark 25: Schloss Evenburg; erhalten.
- um 1860, Osnabrück: neugotischer Silberpokal für den Schulrat Rudolph Abeken.
- 1864–1867, Osnabrück, Knollstraße 15: »Landes-Irrenanstalt«; erhalten. Vorentwurf: Adolf Funk und Julius Rasch. Werkplanung und Bauleitung: Rudolf Stüve.
- 1868–1872, Berlin Charlottenburg-Wilmersdorf, Wegelystraße 1: Königliche Porzellanmanufaktur Berlin; erhalten. In Zusammenarbeit mit den Architekten Ferdinand Hermann Gustav Möller und Julius Böthke.
- 1858–1874, Berlin-Mitte: Domkandidatenstift, Entwurf und begonnen von August Stüler, vollendet ab 1871 von Rudolf Stüve
- 1869–1870, Osnabrück: Evangelisch-lutherische Kirche St. Katharinen, Restaurierung.
- 1876–1877, Berlin: Staatliche Blindenanstalt. In Zusammenarbeit mit den Architekten Johann Eduard Jacobsthal und L. Giersberg.
- 1879–1880, Osnabrück: Evangelisch-lutherische Kirche St. Katharinen, neue Turmhaube mit vier kleinen Ecktürmchen.[2]
- 1876–1877, Berlin: Polytechnikum. Entwurf: Richard Lucae. Bauausführung: Rudolf Stüve und Land-Bauinspektor Koch als Hilfsarbeiter.
- 1882–1884, Berlin-Charlottenburg: Chemiegebäude der Technischen Hochschule. Entwurf: Julius Raschdorff. Bauausführung: Rudolf Stüve.
- 1895, Osnabrück, Wittkopstraße 13: Wohnhaus Rudolf Stüve (Villa); erhalten.

## Veröffentlichungen
- Einrichtung der Officin des Herrn Apothekers Fr. Meyer in Osnabrück. In: Zeitschrift des Architecten- und Ingenieur-Vereins für das Königreich Hannover. NF Band 4. 1858, Heft 2 u. 3, Sp. 279–282.
- Umbau des Gräflich von Wedel'schen Schlosses Evenburg bei Leer. In: Zeitschrift des Architecten- und Ingenieur-Vereins für das Königreich Hannover. NF Band 8. 1862, Heft 3 u. 4, Sp. 333–339.
- Wiederaufbau der Thurmspitze der St. Katharinen-Kirche zu Osnabrück im Jahre 1880. In: Zeitschrift des Architekten- und Ingenieur-Vereins zu Hannover. NF Band 28. 1882, Heft 1, Sp. 21–38.